# Hippolyte Simon

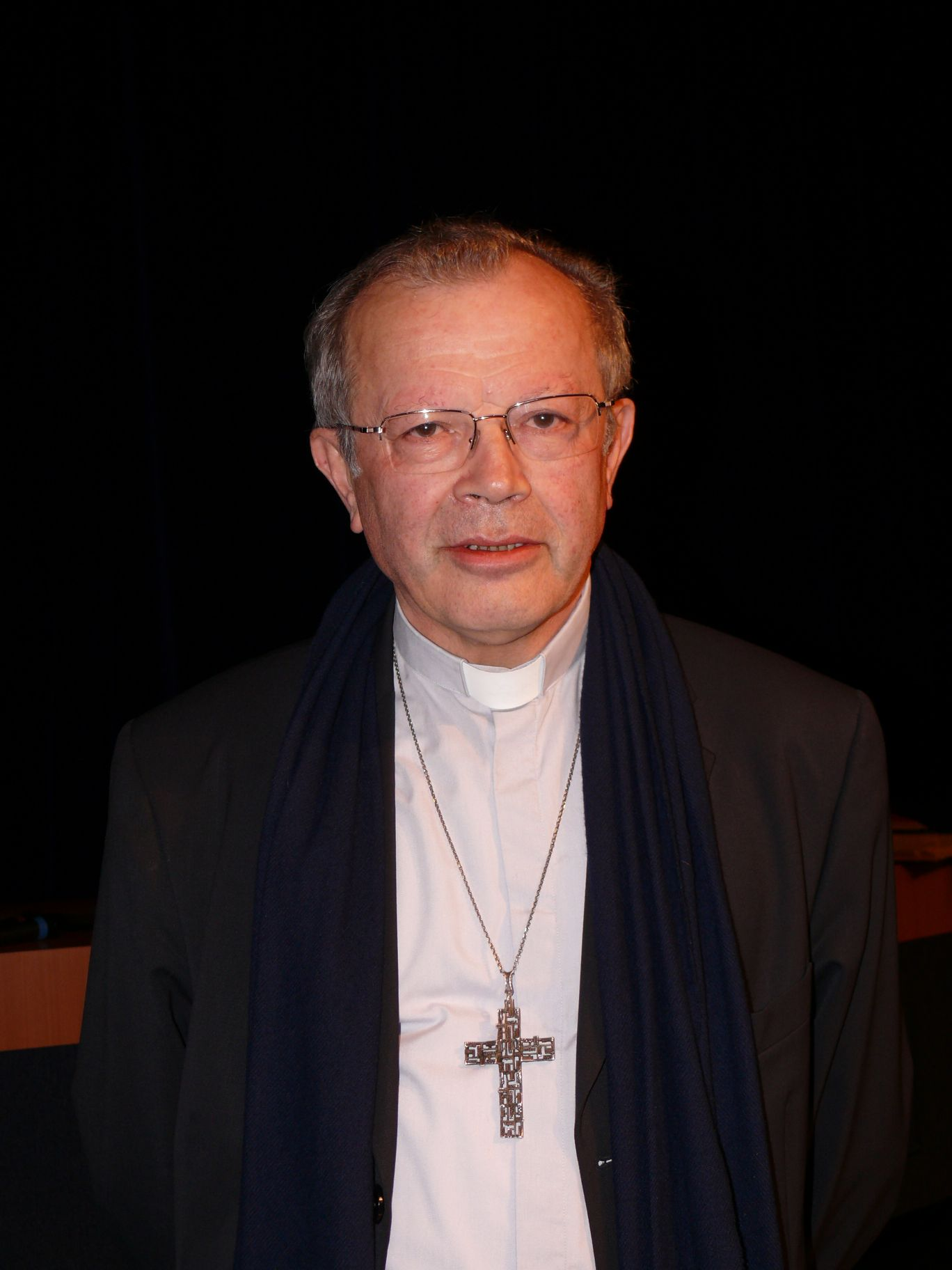
Erzbischof Hippolyte Simon (2009)

Hippolyte Louis Jean Simon (* 25. Februar 1944 in Saint-Georges-de-Rouelley, Département Manche, Frankreich; † 25. August 2020 in Caen, Département Calvados) war ein französischer Geistlicher und römisch-katholischer Erzbischof von Clermont.

## Leben
Hippolyte Simon, Sohn aus einer Landwirtsfamilie, studierte Theologie am Institut Notre-Dame à Avranches (1956–1963), dem Seminar in Coutances (1963–1968) und dem Seminar in Bayeux (1968–1970) sowie Philosophie an der Pariser Sorbonne und am Institut Catholique de Paris. Am 27. Juni 1970 empfing er die Priesterweihe für das Bistum Coutances.
Er war von 1974 bis 1978 als Seelsorger am Gymnasium in Mortain tätig. Von 1978 bis 1990 lehrte er am interdiözesanen Seminar in Caen. Anschließend war er in Coutances Bischofsvikar für die Weiterbildung der Priester und Laien. Von 1990 bis 1996 war er außerdem Diözesanbeauftragter für den Ständigen Diakonat.
Am 22. Februar 1996 ernannte ihn Papst Johannes Paul II. zum Bischof von Clermont. Die Bischofsweihe spendete ihm der Bischof von Coutances, Jacques Fihey, am 4. Mai desselben Jahres; Mitkonsekratoren waren sein Amtsvorgänger Jean Louis Joseph Dardel und Claude Feidt, Bischof von Chambéry.
Am 8. Dezember 2002 wurde er mit der Erhebung von Clermont zum Erzbistum zu dessen erstem Erzbischof ernannt. Simon war stellvertretender Präsident der französischen Bischofskonferenz (2007–2013) sowie Vertreter der Bischofskonferenz von Frankreich in der Kommission der Bischofskonferenzen der Europäischen Gemeinschaft (COMECE) (2003–2006).
Hippolyte Simon hat am 6. Februar 2009 einen Offenen Brief an alle, die gerne nachdenken möchten… – Der französische Erzbischof Hippolyte Simon verteidigt Benedikt XVI. gegen seine Kritiker mit der Überschrift „Wer hatte ein Interesse daran, den Ruf des Papstes zu beschmutzen?“ veröffentlicht.
Papst Franziskus nahm am 17. März 2016 seinen vorzeitigen Rücktritt an.